# Ringbrunnen (Strzelce Opolskie)

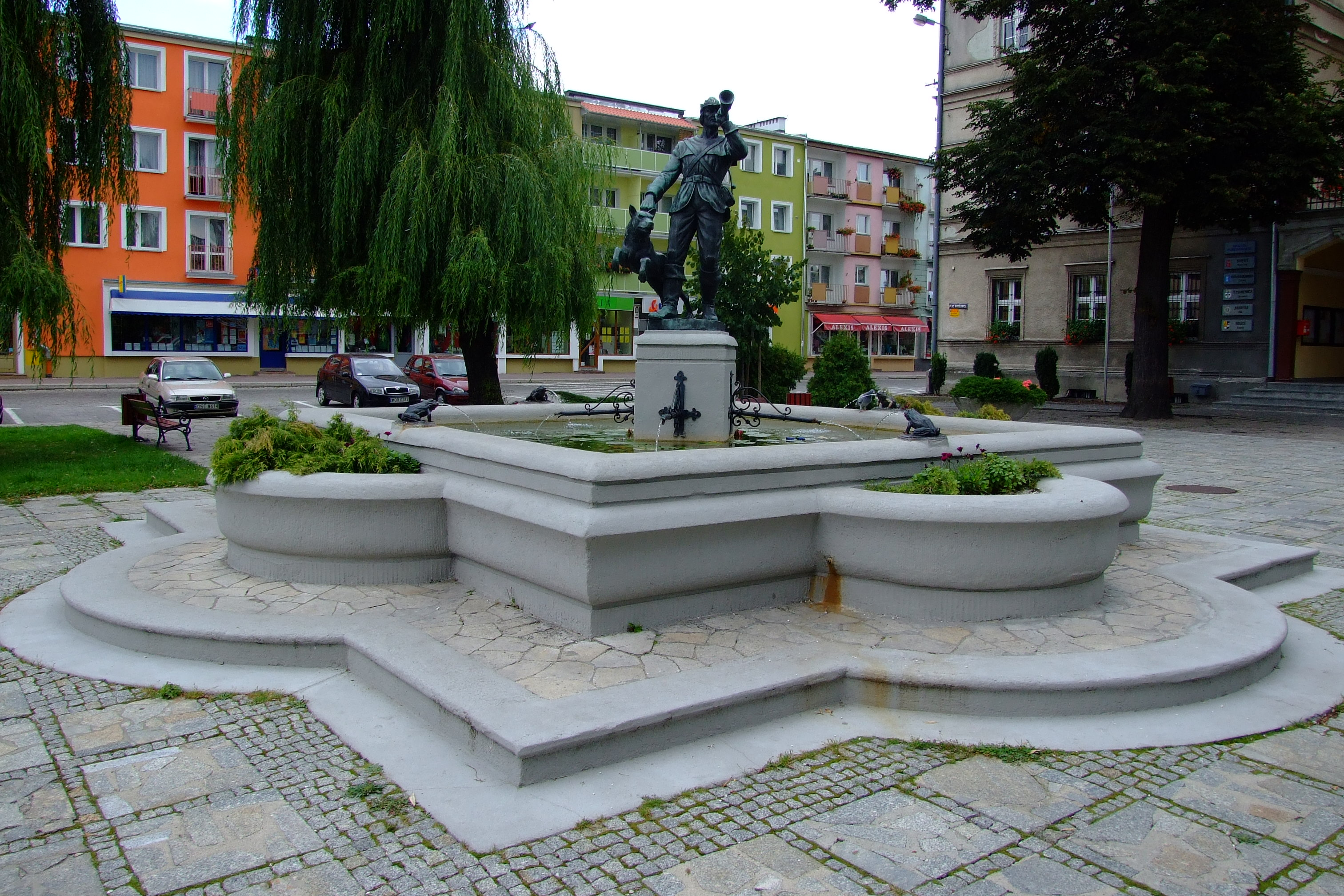
Der Ringbrunnen

Der Ringbrunnen in Strzelce Opolskie (Groß Strehlitz) befindet sich vor dem Rathaus und ist ein Wahrzeichen der Stadt.
Zum Brunnen gehören eine Plastik eines Jägers und vier Froschplastiken. Neben dem großen Becken besaß der Brunnen vier kleinere Becken an den Seiten, diese werden heute jedoch nicht mehr als Wasserbecken genutzt. Die Jägerfigur soll den Ursprung des Stadtnamens symbolisieren, der von dem Wort Strzelec (Jäger) abstammt.
Der Brunnen mit dem Denkmal aus Bronze wurde 1929 im Auftrag des Magistrats von Groß Strehlitz von Peter Lipp entworfen und durch das Gleiwitzer Hüttenamt errichtet. Aufgestellt wurde der Brunnen auf dem (Alten) Ring vor dem Eingangsbereich des Rathauses.